# Deltaneutraal
Deltaneutraal de eigenschap van een optieportefeuille waarbij de beweging van de onderliggende aandelen waarop de opties betrekking hebben, geen invloed heeft op de totale waarde van de positie, dat wil zeggen, delta is in totaal nul.
De risico's van een beweging omhoog en omlaag kunnen tegen elkaar weggestreept worden. De delta geeft aan in welke mate er verdiend of verloren wordt aan de beweging in de aandelen. Een positieve delta betekent dat er een positief resultaat behaald wordt als de onderliggende aandelen stijgen.

## Delta's afdekken (hedgen)
Verschillende opties samen kunnen een deltaneutrale positie vormen. Eenvoudiger is het doorgaans om een optiepositie deltaneutraal te maken door een tegenovergestelde positie in te nemen in de onderliggende aandelen. Dit afdekken van het risico door het kopen of verkopen van aandelen noemt men delta hedgen en is de basis van de hedendaagse optiehandel door professionele handelaren.
- Voorbeeld

Een putoptie op 100 aandelen Royal Dutch Shell met een uitoefenprijs van 30 euro en een resterende looptijd van drie maanden kan een delta hebben van 0,45. Als het aandeel een euro daalt, wordt de optie 45 cent meer waard (overige variabelen constant gehouden). Een deltaneutrale positie zal er zo uitzien:
1. Long 1 put Royal Dutch Shell (heeft betrekking op 100 aandelen)
2. Long 45 aandelen Royal Dutch Shell.

Als het aandeel 0,10 euro daalt, stijgt de waarde van de putoptie met 4,5 cent. De totale waarde van deze positie zal gelijk blijven, want de waardestijging in de put wordt tenietgedaan door de waardedaling op de aandelen. Zodoende is de positie deltaneutraal.

## Grote bewegingen
Het bovenstaande voorbeeld van een deltaneutrale positie werkt alleen bij beperkte bewegingen. Indien de uitslagen erg groot zijn dan zal het afdekken van het delta risico in bovenstaand voorbeeld niet goed werken. De delta van een optie is namelijk geen statisch gegeven maar zal variëren met de stand van het onderliggende aandeel.

## Redenen voor deltaneutrale posities
Een normale belegger zal doorgaans geïnteresseerd zijn in de waardestijgingen van aandelen op opties. In sommige gevallen zullen beleggers zich richten op een waardedaling van short posities. Een deltaneutrale positie is voor de meeste beleggers volkomen oninteressant. Voor professionele handelaren hebben deltaneutrale posities twee voordelen:
1. Men kan de risico's van optie posities die men tijdens de handel heeft gekregen afdekken
2. Door het neutraliseren van de delta risico's kan men zich richten op andere mogelijkheden zoals de impact van veranderingen in het dividend of de rente.